# Бочковський Сергій Станіславович
Сергій Станіславович Бочковський (20 листопада 1966, Гайсин, Вінницька область — 27 листопада 2023) — Голова Державної служби України з надзвичайних ситуацій 2014—2015. Затриманий слідчими на засіданні уряду України 25 березня 2015 року за корупцію в Державній службі з надзвичайних ситуацій.

## Життєпис
Народився у сім'ї військовослужбовця.
1983 році закінчив із золотою медаллю середню школу № 5 у Броварах Київської області.
Закінчив Львівське пожежно-технічне училище МВС СРСР (1986), Київський інженерно-будівельний інститут (1993).

## Трудова діяльність
Після закінчення Львівського пожежно-технічного училища МВС СРСР, працював інспектором 4-ї самостійної воєнізованої пожежної частини Ленінського району м. Києва, пройшов шлях від інспектора до начальника 4-ї самостійної державної пожежної частини Старокиївського району м. Києва.
З лютого 2003 працював на керівних посадах Головного управління МНС України в м. Києві.
З квітня 2007 — заступник начальника Державного департаменту пожежної безпеки МНС України.
З квітня 2009 — старший науковий співробітник науково-дослідного центру Українського науково-дослідного інституту пожежної безпеки МНС України.
З квітня 2010 — перший заступник начальника Головного управління (керівник територіального органу держпожнагляду, цивільного захисту та техногенної безпеки) Головного управління МНС України в Одеській області.
З 23 квітня 2014 — голова Державної служби України з надзвичайних ситуацій.

## Кримінальне провадження
25 березня 2015 року був затриманий слідчими на засіданні уряду України за корупцію у Державній службі з надзвичайних ситуацій. Разом із Сергієм Бочковським було також затримано його заступника Василя Стоєцького. Затримання транслювалося у прямому ефірі. В іноземних ЗМІ такий крок уряду назвали «показухою».
27 березня Печерський районний суд Києва вирішив повернути МВС клопотання про арешт Бочковського і Василя Стоєцького. Згодом міністр внутрішніх справ Арсен Аваков заявив, що клопотання про арешт було відкликано із суду через необхідність доповнити матеріали додатковими статтями обвинувачення.
28 березня та ж установа суду обрала запобіжний захід для Сергія Бочковського у вигляді тримання під вартою на два місяці з правом внесення застави в 1 мільйон 184 тисячі гривень.
8 жовтня 2015 року МВС завершило досудове розслідування проти колишнього голови Державної служби України з надзвичайних ситуацій Сергія Бочковського і його заступника Василя Стоєцького. Колишнім керівникам ДержНС інкримінують здійснення злочинів, пов'язаних з вимаганням неправомірної вигоди, зловживанням владою й службовою підробкою. У результаті цих дій державі завдано збитків на суму понад 6,6 мільйона гривень. Дії Бочковського кваліфіковано слідчими за ознаками кримінальних злочинів, передбачених ч. 4 ст. 368 (прийняття пропозиції, обіцянки або одержання неправомірної вигоди посадовою особою), ч. 2 ст. 364 (зловживання владою чи службовим становищем) і ч. 1 ст. 366 (службова підробка) Кримінального кодексу України.
2 листопада 2015 року МВС передало до суду обвинувальний акт проти Бочковського. Головне слідче управлінням МВС завершило досудове розслідування за підозрою у зловживанні службовим становищем, здирництві з підлеглих, внесення неправдивих відомостей до офіційних документів. Епізод щодо легалізації коштів з використанням карткових рахунків, відкритих у Банку Кіпру, виділений в окреме провадження. У рамках розслідування направлено міжнародні доручення про проведення слідчих дій до Кіпру, Белізу, США та Латвії.
11 червня 2020 Бочковського було остаточно поновлено на посаді глави ДСНС. Всі скарги Кабінету міністрів та МВС було відхилено, а рішення Окружного адміністративного суду Києва від 26 квітня 2018 року про поновлення Бочковського залишено в силі.

## Нагороди та звання
- 1999 — відзнака Президента України «За бездоганну службу» III ступеня[11]
- Полковник служби цивільного захисту присвоєно наказом МНС України (по особовому складу) від 8 січня 2008 № 2.
- Медаль «Захисник Вітчизни».
- Нагрудний знак «Кращий працівник пожежної охорони».
- Відзнака МВС України «Закон і честь».
- Нагрудний знак «За відзнаку в службі».
- Орден «Святого Архистратига Михаїла».